# Apis (Seher)
Apis (altgriechisch Ἄπις Ápis) wird wenigstens in einem Werk der griechischen Mythologie als Seher und Heiler, als Sohn Apollons bezeichnet.
Im Werk Ἱκέτιδες Hikétides, deutsch ‚Die Schutzflehenden‘, des Aischylos bezeichnet Pelasgos Apis als Sohn Apollons, aus Nafpaktia kommend, als Seher und Heiler, der Pelasgos’ Land von menschenmordenden Ungeheuern säuberte, weshalb das Land zu seinen Ehren Apia genannt wurde.